# Pfarrkirche Probstdorf

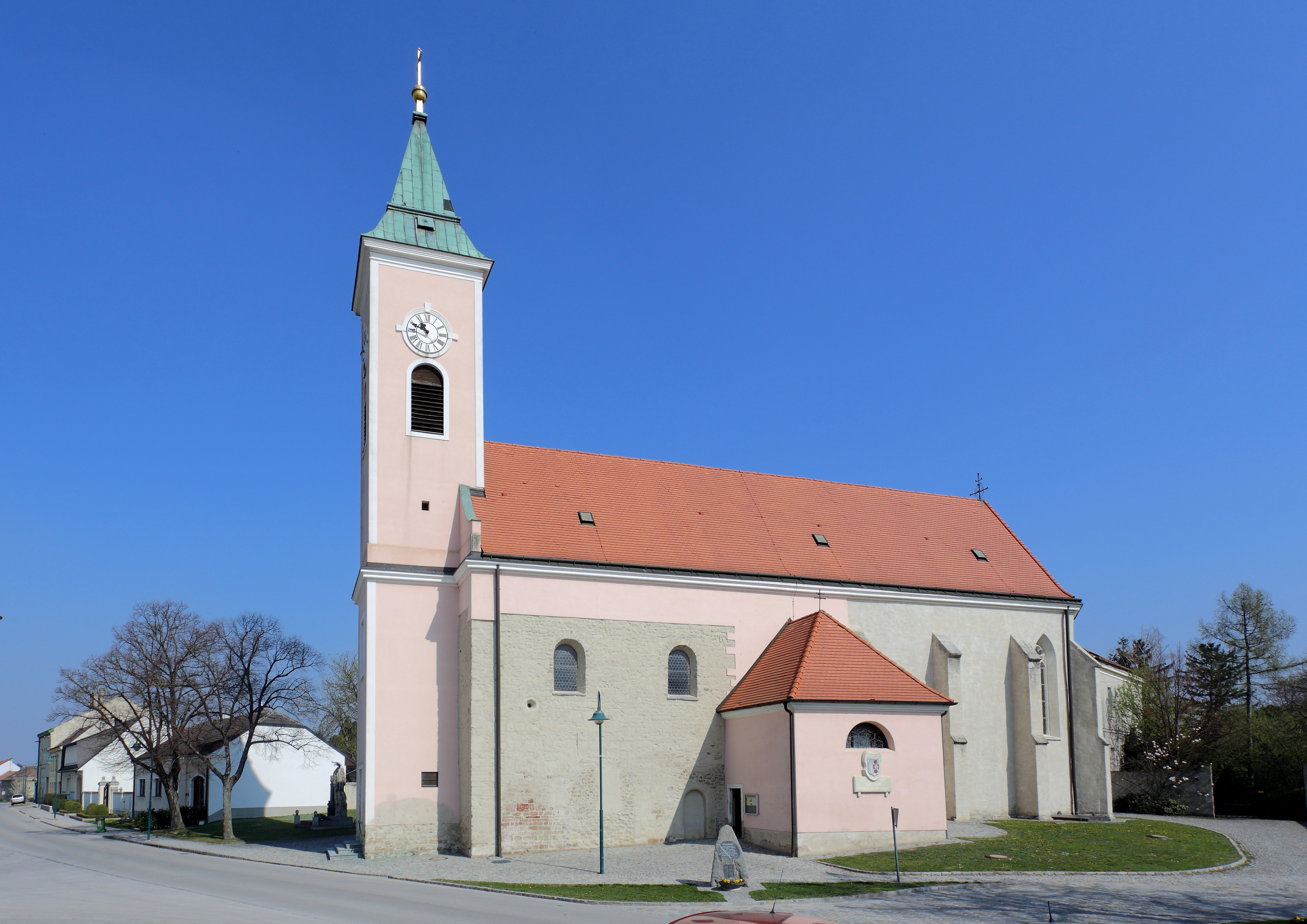
Stephanskirche in Probstdorf

Die Pfarrkirche Probstdorf steht in der Katastralgemeinde Probstdorf in der Stadtgemeinde Groß-Enzersdorf in Niederösterreich. Die römisch-katholische Pfarrkirche hl. Stephanus gehört zum Dekanat Marchfeld im Vikariat Unter dem Manhartsberg in der Erzdiözese Wien. Die Kirche steht unter Denkmalschutz (Listeneintrag).
Der weithin sichtbare Kirchenbau steht am nördlichen Ende des Anger eines ursprünglich einzeiligen Straßenangerdorfes Probstdorf. Sie hat einen mittelalterlichen Kern und war ehemals von einem Friedhof umgeben. Die Pfarre wurde um 1050 vom Hochstift Freising gegründet.

## Äußerer Kirchenbau
Das hohe, im Kern romanische Langhaus aus dem 12. Jahrhundert wurde in der 2. Hälfte des 17. Jahrhunderts barockisiert. Es hat ein steiles Satteldach. Der Chor und die Sakristei sind mit 1418 bezeichnet. Der Westfassade ist ein viergeschoßiger Turm aus dem Jahr 1802 mit einem schlichten Steinportal vorgestellt. Der Turm hat über einem durchgezogenen Gesims rundbogige Schallfenster und einen Spitzhelm. Im Jahre 1952 wurde an der Langhausnordwand des romanischen Bruchsteinmauerwerks mit Opus spicatum, einem Steinfries und einem romanischen Portal freigelegt. Das Portal im Süden ist gotisch, die Rundbogenfenster barock. Der gotische Chor hat zweibahnige Maßwerkfenster zwischen kräftigen Strebepfeilern mit Wasserschlägen. Im Norden ist eine gotische Sakristei angebaut. Im Norden und im Süden sind barocke Kapellenanbauten mit Lunettenfenstern aus der 2. Hälfte des 17. Jahrhunderts. Es gibt einen Grabstein zu Pfarrer Marcus Anton Wittola mit 1797.

## Innerer Kirchenbau
Das dreijochige Langhaus hat eine Stichkappentonne mit umlaufendem Blendbalustradenfries. Im östlichen Joch ist eine querschiffartige Erweiterung durch quadratische, barocke Kapellen mit Kreuzgratgewölben über einer Eckpilastergliederung. Die dreiteilige, kreuzgratunterwölbte Orgelempore steht auf zwei toskanischen Säulen. Der gleich breite, zweijochige Chor mit Fünfachtelschluss hat ein Kreuzrippengewölbe auf Konsolen und Dienstbündeln mit dem Lamm Gottes auf dem östlichen Schlussstein. In der südlichen Chorwand ist eine gotische Sessionsnische. Nördlich des Chores liegt die im Kern gotische Sakristei mit einem Stichkappengewölbe und einem Oratorium darüber.

## Ausstattung
Der Hochaltar aus der 2. Hälfte des 18. Jahrhunderts ist ein strenger Doppelsäulenaltar mit leicht eingezogener Mitte. Darauf steht ein Kruzifixus aus derselben Zeit, seitlich davon die Halbfiguren der Heiligen Petrus und Paulus, im Auszug das Auge Gottes. Der Tabernakel wird von Putten flankiert. Eine bemerkenswerte Kanzel von 1700 ist in Verwahrung. Eine barocke, steinerne Pietà ist aus dem 2. Viertel des 18. Jahrhunderts. Ein ehemaliges Altarblatt hl. Johannes Nepomuk malte am Anfang des 18. Jahrhunderts Johann Michael Rottmayr. Der gotischen Taufstein ist aus dem 14. Jahrhundert. Es gibt ein Marmorepitaph der Familie Thavonat mit 1747.
Die Orgel baute 1965 Rudolf Novak.

## Pfarrhof
Der zweigeschoßige Bau nördlich der Pfarrkirche wurde am Ende des 18. Jahrhunderts errichtet.
Pfarrer ist der ehemalige Generalvikar der Erzdiözese Wien und Mitbegründer der Pfarrerinitiative Helmut Schüller.